# Goleš
Goleš (srbochorvatsky Голеш, 2126 m n. m.) je hora v pohoří Zeletin v jihovýchodní části Černé Hory. Nachází se na hranicích mezi opštinami Plav a Andrijevica. Leží v hlavním hřebeni mezi vrcholy Rogovi (2012 m) na severozápadě a Plana (2119 m) na východě. Goleš je nejvyšší horou pohoří.